# Dušan Taragel
Dušan Taragel (Pozsony, 1961. szeptember 29. –) szlovák író, forgatókönyvíró és újságíró.

## Pályafutása
Kémiai szakközépiskolában és a pozsonyi Comenius Egyetem Bölcsészettudományi Karán tanult. 
A Juraj Dimitrov (ma Istrochema) Vegyészeti Üzemében biztonsági tisztként, később mérnökként alkalmazták, ezután vízműben, csatornázási vállalatnál dolgozott. A Szlovák Rádió zeneszerkesztője volt, azóta egy reklámügynökségnél dolgozik. Tanít a zlíni Tomas Bata Egyetem Multimédia Kommunikációs Karán. Péter Pišťankkal együtt játszott a Devínska Nová Vec punk-dzsessz zenekarban is.
Az 1980-as évek elején kezdte kiadni rövid prózáját különböző folyóiratokban (Slovenské pohľady, Kultúrny život, časopise Kankán, Rak, Domino Fórum, inZine). 1997-ben jelent meg a fekete humor eszközeit alkalmazó felnőtt mesekönyvével, a Rozprávky pre neposlušné deti a ich starostlivých rodičov (Mesék a rossz gyerekeknek és gondozó szüleiknek) című, melyet Jozef „Danglár” Gertli illusztrált, és később lefordítottak cseh és lengyel nyelvre is. Munkáiban parodizálja a szocialista realizmus irányzatát, módszereit. Meggyőzően ábrázolja a világ abszurditásait és az egyénnek a hatalom utáni vágyát, önző kapzsiságát. Néhány írására jellemző az ún. „könnyedebb” műfajú irodalom témaválasztása is (kémregények, erotikus regények). 

## Művei
- Baščovanský a zať (forgótókönyv, 1994)
- Rozprávky pre neposlušné deti a ich starostlivých rodičov, knižka krátkych rozprávok pre deti (1997)[2]
- Sekerou a nožom (novellagyűjtemény, 1999)[3]
- Roger Krowiak (képregény, 2002)[4]
- Sex po slovensky (novellák gyűjteménye, 2005)

## Magyarul
- Mese a falánk Petríkről
- Mese a kisfiúról, aki mindig csámcsogott
- Mese Paľkóról és a fagylaltról

## Fordítás
- Ez a szócikk részben vagy egészben  a   Dušan Taragel című szlovák Wikipédia-szócikk ezen változatának fordításán alapul.  Az eredeti cikk szerkesztőit annak laptörténete sorolja fel. Ez a jelzés csupán a megfogalmazás eredetét és a szerzői jogokat jelzi, nem szolgál a cikkben szereplő információk forrásmegjelöléseként.